# Schreineria ceresia
Schreineria ceresia är en stekelart som först beskrevs av Tohru Uchida 1940.  Schreineria ceresia ingår i släktet Schreineria och familjen brokparasitsteklar. Inga underarter finns listade i Catalogue of Life.